# Heriberto Gil Martínez
Heriberto Gil Martínez, (Tuluá, 24 de noviembre de 1903-Caucayá, 21 de mayo de 1933). Su corta existencia, plena de sacrificios, de esfuerzos que conocieron logros que enorgullecen aún las gentes de la ciudad que le vio nacer, de su comarca vallecaucana, de la nación entera y de las fuerzas militares de Colombia, constituye un paradigma para la juventud de la patria en todos los tiempos. Pero es a partir de su trágico fin cuando su imagen adquiere su verdadera dimensión histórica.

## Biografía
Nacido en el hogar conformado por Ramón Nonato Gil e Isabel Martínez de Gil, hogar cristiano, modelo de excelsas virtudes, dentro de las cuales, siendo el mayor de los seis hijos, fue descubriendo paso a paso sus grandes aptitudes para ser un hombre de bien. Poseedor de una recia e inquebrantable voluntad, fue escalando los peldaños que hoy, a través del tiempo, lo muestran como uno de los exponentes más claros entre los varones de verdad de su tierra que adoró hasta el fin de sus días. 

### Vida personal
Contrae matrimonio en 1927 con la Señorita Leonor González Gómez, en Francia nacen sus dos primeros hijos Heriberto y Carlos, ambos militares, Mayores del Ejército Nacional de Colombia, en uso de buen retiro, su tercer hijo, Edgar, recientemente fallecido, nació en Colombia

### Formación Académica
Hizo sus primeros estudios en la Escuela Caldas en el año de 1912 bajo la dirección del brillante educador don Rafael Zúñiga. Continuó sus estudios bajo la orientación del prestigioso pedagogo don Rubén Cruz Vélez, en cuyo colegio permaneció hasta el año de 1914. Pasó luego al Liceo Público, hoy Gimnasio del Pacífico, cuyo rector era en ese entonces el doctor Rodrigo Becerra, en donde permaneció hasta el año de 1919. En el año de 1920 se trasladó a Bogotá e ingresó al Instituto Técnico mediante una beca que le fue conferida para estudiar Ingeniería, pero al cabo de los dos años, la natural inclinación que siempre mostró por la carrera de las armas le hizo abandonar sus estudios superiores de Ingeniería para ingresar entonces a la Escuela Militar de Cadetes. 

### Formación Militar
En 1922 la Escuela le confiere el Diploma de Alférez e ingresa en consecuencia al Curso Militar mediante autorización escrita emanada del propio Despacho del Ministro.
Con el título de suboficial pasa al arma de la caballería, destinándosele al Regimiento de Caballería General Páez, en donde permanece por espacio de un año dando muestras de ser un soldado intrépido y valeroso, serio y disciplinado, sincero y fiel amigo y dispuesto siempre a prestar su concurso a la patria, pues al abrirse el Curso de Aviación, su gran pasión, solicita su traslado a la Escuela de Aviación,  siendo aceptada su solicitud en 1925, colmando con ello el más grande anhelo de su vida, recibiendo el primer Brevet de aviación nacional militar que expedía la Escuela de manos del Director de la Escuela Comandante Pilichody, por concurso abierto entre los pilotos Camilo Daza Álvarez, Eduardo Gómez Posada y otros importantes oficiales.
Habiendo sido nombrado Jefe del Aeropuerto de Flandes, en donde permaneció por corto tiempo, fue trasladado a la Escuela Militar de Madrid y fija entonces su residencia en la Capital del país. Un vuelo corto de entrenamiento sin previa autorización en compañía del mecánico de aviación Justino Mariño desde la Escuela hasta la localidad de Ambalema en diciembre de ese mismo año, le ocasiona serios problemas con la Dirección General, y se le traslada en consecuencia al Regimiento de Caballería de Neiva.

### Traslado a Francia
Con el fin de perfeccionar conocimientos aeronáuticos, el Ministerio de Guerra seleccionó un grupo de oficiales entre los cuales fue distinguido el Subteniente Heriberto Gil Martínez para realizar un extenso Curso de Especialización en varias disciplinas en París. Y, al poco tiempo, ya Heriberto se destacaba entre el grupo generando admiración entre compañeros y directores de los diferentes cursos. Fruto de ello, de su valor y destreza, se hace una excepción ingresando Heriberto al reconocido “Escuadrón de Las Cigüeñas” , en donde actúa al lado de verdaderos ases de aviación francesa. Siguiendo la secuencia trazada dentro del programa de especialización, pasa a la famosa Escuela de “Le Bourget”, en donde se destaca igualmente por su intrepidez y habilidad, razones por las cuales el Gobierno de Francia autoriza el ingreso del Subteniente Gil al Regimiento 34º. de Aviación, única distinción que se ha hecho hasta la fecha a un extranjero, pues a esta Unidad no pueden ingresar sino oficiales franceses, en donde se especializa en la línea de aviones de caza, siendo también, el primer oficial extranjero en obtener la distinción de tener mando directo en la aviación francesa. Y en recompensa a sus méritos y a los conocimientos alcanzados, el Gobierno Francés le otorgó en consecuencia, el “Brevet de Piloto Aviador Militar Francés”, el Grado más alto que se pudiera obtener por un aviador en el mundo de aquellos años.
Un poco antes de regresar al país, el gobierno francés solicita al colombiano un permiso para enviarle a la guerra de Marruecos dada su pericia y audacia, y más estando ya acreditado como Piloto Militar Francés mediante el Brevet recibido días atrás, solicitud que el gobierno colombiana niega por las mismas vías, agradeciendo de antemano la distinción.

### De regreso a Colombia
De vuelta a Colombia, tuvo varios contratiempos por no habérsele ubicado con el debido tiempo los recursos del caso por parte del Ministerio, lo cual le ocasionó un normal atraso en el retorno a Colombia con su familia, regresando finalmente el 11 de febrero de 1931. Ello fue tomado, en forma equivocada, como un desacato a las órdenes impartidas, lo que generó la expedición del Decreto n.º 420 de 28 de febrero del mismo año, mediante el cual se le retiraba del servicio activo.
Heriberto Gil había conocido ampliamente la actuación de una misión colombiana que había viajado a Europa con el fin de adquirir elementos, piezas y repuestos para equipos aeronáuticos, actuación sobre la cual él se había referido en declaraciones y comentarios a través de medios escritos, lo que también fue tenido en cuenta par la expedición del mencionado Decreto., el cual había sido impugnado por el Teniente Gil solicitando la respectiva revisión por parte del Consejo de Estado, el que, mediante sentencia definitiva de fecha 16 de marzo de 1932, declara “absolutamente nulo” el Decreto 420 de 28 de febrero de 1931.

### LaGuerra colombo-peruana
El 1º. de septiembre de 1932, en horas de la madrugada, soldados peruanos se tomaron la población colombiana de Leticia, ubicada dentro del llamado Trapecio Amazónico, que había sido establecido por el Tratado de Límites y Navegación “Salomón –Lozano” suscrito entre los dos Estados el 24 de marzo de 1922= y acto seguido invadieron a Tarapacá. Con esta violación de la soberanía nacional colombiana se iniciaba la Guerra con el Perú, más conocido como el “Conflicto Amazónico”.
El Presidente Enrique Olaya Herrera, su Ministro de Guerra, Capitán (r) Carlos Uribe Gaviria, el General Alfredo Vásquez Cobo y el General Efraín Rojas Acevedo, iniciaron la defensa del país y tomaron las medidas correspondientes, improvisando escuadras con buques turísticos desde la costa norte del país uniéndose en inmediaciones de la selva colombo-peruana para hacerle frente a las huestes peruanas del Presidente Luis Miguel Sánchez Cerro.
En el interior del país la agresión peruana había despertado enorme patriotismo y para reactivar las diferentes fuerzas para la defensa nacional, el Ejército, la Armada y la Aviación Militar, el pueblo se desprendía de joyas y objetos de valor, para, entre otras cosas, atender heridos y prisioneros de combate y los gastos que exigía la misma contienda militar.
La aviación militar de ese momento atravesaba por una situación sumamente crítica, pero no obstante ello, La Dirección General de la Aviación Militar conformó lo se denominó La Flotilla Aérea Unificada del Sur bajo a cargo del Coronel Luis Acevedo Ruiz con sede inicialmente en Caucayá y luego en Puerto Boy, la cual estaba dividida en tres escuadrillas, pequeñas unidades aéreas, bajo el mando del Mayor Herbert Boy, piloto alemán y veterano de la Primera Guerra Mundial, directivo de la compañía de aviación Scadta.
Las escuadrillas estaban integradas por lo más granado de la aviación colombiana, y el Teniente Heriberto Gil, conocido entre sus compañeros como el "Chato Gil", fue asignado a la Tercera Escuadrilla, teniendo como compañeros al Capitán Arturo Lemos Posada, al Capitán Ernesto Esguerra y al Capitán José Ignacio Forero.
La labor de los oficiales aviadores fue intensa, pues además de las diferentes misiones que constantemente debían realizar en sus aviones de combate, como eran las de observación, reconocimiento, transporte de tropas y provisiones bélicas y víveres, tenían que establecer con aviones puente aéreo entre varios sitios debido a las difíciles condiciones de la espesa manigua. La contienda exigía estar continuamente alerta para actuar siempre con precisión y en forma rápida, sin descanso, pues las alarmas, una tras otra, les mantenía siempre listos.
El Teniente Gil, siempre al lado de su avión, un Osprey, máquina tipo medio entre los aviones de observación y los de caza, dio pruebas de gran patriotismo en cada una de las intervenciones en que le tocó tomar parte activa, que fueron muchas, pero en donde fue realmente de importancia y relevante su participación fue en la toma de Puerto Güeppí el domingo 26 de marzo de 1933, en donde después de nueve meses de conflicto armado el destacamento colombiano inició su ataque a la posición peruana de Güeppi en forma valerosa y arrolladora con apoyo de fuego de la artillería de montaña, artillería de los cañoneros ARC Cartagena y ARC Santa Marta y bombardeo de la escuadrilla de la fuerza aérea, la cual fue decisiva, conformada por once aviones atacando durante ocho horas continuas. Sin lugar a dudas, esta fue la acción más importante y decisiva de toda la contienda, en donde sobresalió, según el comentario de sus propios compañeros, el Teniente Gil Martínez, por su valor, arrojo, destreza e hidalguía.

### Deceso
Escasos dos meses después de la toma de Puerto Güeppí, la Flotilla Aérea del Sur, que ya había presentado la desaparición del Capitán Ernesto Guevara, el 21 de mayo de 1933 experimenta un nuevo acontecimiento con consecuencias tremendamente dolorosas e irreparables. Encontrándose el Teniente Gil en Caucayá (hoy Puerto Leguízamo) en cumplimiento de órdenes superiores, debía continuar a Puerto Boy en el avión Junkers 202 al mando del piloto alemán Martín Haenichen, con los mecánicos Rafael Hernández, Narciso Combariza y Erich Rettich, este también de nacionalidad alemana, como efectivamente sucedió,  saliendo el 202 en horas del mediodía con dicha destinación.
Cuenta el Coronel José Ignacio Forero que abajo de Caucayá había empezado a formarse una fuerte tempestad y que aunque el Junkers despegó sin contratiempos, al hacer un viraje hacia La Tagua, una poderosa ráfaga lo invirtió, cayendo así al Río Putumayo donde perecieron ahogados el piloto de la nave, el Teniente Gil y los mecánicos Combariza y Fernández. El mecánico Erich Rettich, excelente nadador, logró mantenerse en la superficie prendido de uno de los flotadores hasta el momento de ser rescatado.

## Referentes

### Libro Tuluá - Historia y Geografía
En el libro “Tuluá - Historia y Geografía”, el historiador y escritor tulueño Guillermo E. Martínez M., cuenta que “los cadáveres de los malogrados militares permanecieron por espacio de 15 días sumergidos en las aguas del Río Putumayo, y que después de ese tiempo, el cuerpo del Teniente Gil fue sepultado en el cementerio de Caucayá donde permaneció por espacio de 7 años. En 1940, el 2 de noviembre, el Gobierno Nacional por conducto de la Base de Aviación Militar de Cali trasladó los restos a su ciudad natal, Tuluá, donde fueron colocados en un mausoleo levantado a su memoria por la municipalidad. Hizo entrega de ellos, en nombre del Gobierno, el Teniente de Aviación Héctor Materón y los recibió en nombre de la municipalidad y de la familia del héroe el señor Guillermo E. Martínez M. El Departamento del Valle del Cauca, y en su nombre la Asamblea por Ordenanza de fecha 23 de marzo de 1934, honró su memoria y decretó la colocación de una placa de mármol en la casa donde nació el Teniente Gil Martínez, con la siguiente inscripción: “El Departamento del Valle del Cauca, al héroe y patriota aviador, Teniente Heriberto Gil Martínez”.

### Homenajes
Innumerables homenajes se le rindieron al célebre militar tulueño en todo el territorio nacional por parte de Gobierno Nacional, del Ministerio de Guerra, de todas a las entidades a las que prestó sus invaluables servicios, de los directorios políticos, de las entidades cívicas, con gran despliegue de la prensa nacional hablada y escrita. 

### Rebautizo delAeropuerto Farfan
El abogado tulueño Fernando Caicedo Ochoa, miembro del Honorable Concejo Municipal de Tuluá en el año 2004, presentó a la Corporación el 9 de agosto el Proyecto de Acuerdo para darle al Aeropuerto Farfán el nombre del ilustre tulueño. Y, fue así como el reconocimiento, un poco tardío en el tiempo, se dio mediante la aprobación del Acuerdo n.º 16 de 20 de agosto de 2004, “POR MEDIO DEL CUAL SE DENOMINA AL AEROPUERTO DE FARFÁN HERIBERTO GIL MARTÍNEZ”. 
Indiscutiblemente esta loable decisión del Honorable Concejo de la ciudad, es digna de exaltar y apoyar, ya que ello constituye el comienzo de una tarea de reconocimientos a quienes le han dado lustre a la ciudad en diferentes campos del pensamiento y de la acción. El rescatar del olvido la memoria de aquellos que rindieron lo mejor de sus vidas por el progreso de su tierra y el engrandecimiento de la patria, es algo que se le devolverá a la ciudad, ineludiblemente, con creces.